# Butter (BTS)
Butter è un singolo del gruppo musicale sudcoreano BTS, pubblicato il 21 maggio 2021. La versione CD consiste anche di un lato B, Permission to Dance.

## Antefatti e pubblicazione
La notizia che i BTS avrebbero pubblicato un singolo verso la fine di maggio è stata riportata tre volte dai media sudcoreani tra il 5 e il 16 aprile 2021, venendo puntualmente smentita dalla Big Hit Music. Butter è stato ufficialmente annunciato il successivo 26 aprile quando il gruppo ha trasmesso in diretta su YouTube un cartone animato lungo un'ora di una noce di burro che si scioglieva, al termine del quale sono apparsi titolo e data. Sull'uscita della canzone, RM ha raccontato ad Apple Music che non si aspettavano di pubblicare un altro singolo, ma siccome la pandemia di COVID-19 stava diventando sempre più lunga, avevano pensato che "avessimo bisogno di un'altra canzone estiva".
La scrittura di Butter è iniziata a febbraio 2020 e ha subito almeno una cinquantina di revisioni. Stephen Kirk ha realizzato la melodia iniziale del ritornello (composta nel 2018 con il titolo Down to a Tee) e i testi, e ha registrato la demo originale con i produttori Rob Grimaldi e Sebastian Garcia durante una sessione. In seguito, Grimaldi ha chiesto un parere sulla traccia alla produttrice vocale Jenna Andrews, che l'ha fatta ascoltare a diverse persone senza successo, finché l'AD della Columbia Records Ron Perry, dopo aver sentito l'hook, ha pensato di fondere Smooth Criminal di Michael Jackson con i Daft Punk. Andrews ha quindi improvvisato il primo verso, "Smooth like butter / Like a criminal undercover" ("Liscio come il burro / Come un criminale sotto copertura"), e con Kirk, Grimaldi, Perry e Alex Bilowitz ha riscritto tutto, tranne il ritornello e la melodia, nel corso di diverse riunioni su Zoom. Il rap finale è stato inserito su suggerimento di RM, il quale ha cambiato e fatto delle aggiunte a circa metà delle parti rappate sentendo che quelle originali non fossero del tutto compatibili con lo stile del gruppo. Anche Suga ha provato a partecipare alla scrittura, ma, a causa della barriera linguistica con l'inglese, i suoi suggerimenti sono stati scartati. I testi hanno richiesto sei settimane di correzioni, e la canzone è stata completata in quattro mesi, scambiando messaggi vocali con i BTS su WhatsApp riguardo alle modifiche da apportare. Per registrarla sono servite due sessioni.
Butter ha avuto cinque remix: il 28 maggio è uscito l'Hotter Remix, di genere bass house ed electro dance, ad opera di Pdogg; il 4 giugno il Sweeter Remix e il Cooler Remix, realizzati rispettivamente da Ghstloop e Hiss Noise. Il primo è un pezzo R&B, mentre il secondo aggiunge un sound di chitarra. Il 24 agosto 2021, la rapper statunitense Megan Thee Stallion ha presentato a un tribunale della contea di Harris, Texas, una petizione contro la sua casa discografica 1501 Certified Entertainment e il suo AD Carl Crawford sostenendo che stessero impedendo la pubblicazione di un remix di Butter a cui aveva collaborato. Un giudice ne ha in seguito autorizzato l'uscita, e il pezzo è stato distribuito il 27 agosto. Un remix carol pop è diventato disponibile il 3 dicembre 2021.
Il 9 luglio 2021 è uscito in formato CD con una seconda traccia inedita, Permission to Dance.

## Descrizione
Butter è una canzone dance pop e EDM in inglese con elementi pop rap e influenze provenienti da disco, anni Ottanta e Novanta, che Rolling Stone ha descritto come "una celebrazione dance-pop pura, spavalda nella vena rétro di Bruno Mars, con strati di sintetizzatori in stile Jam e Lewis in cui ci si vanta di essere 'lisci come il burro' e di avere un 'bagliore da superstar'". È scritta in la bemolle maggiore con un ritmo four-on-the-floor, un tempo di 110 battiti per minuto e un pre-ritornello lungo quattro battute. Un ensemble di percussioni apre il pezzo mentre Jung Kook attacca la prima strofa, che segue il modo misolidio, con una melodia discendente dal si♭. Una grancassa "profonda e martellante" suona per tutta la durata della canzone; il ritornello è invece sostenuto da sintetizzatori "graffianti". L'estensione vocale dei BTS spazia da la bemolle3 a mi bemolle5.
Secondo Jimin, Butter è una canzone "molto carina, una sorta di dichiarazione" senza un messaggio pesante o profondo. I testi "giocosi" contengono riferimenti a hit del passato come U Got It Bad di Usher, Ice On My Wrist di Master P e Smooth Criminal di Michael Jackson, oltre ad esprimere autostima e amor proprio, e Gretchen Smail di Bustle l'ha definita "un cenno sfacciato alla loro irresistibilità". Scrivendo per BuzzFeed News, Ellie Bate ha collegato le parole "Pull you in like no other / Don't need no Usher / To remind me you got it bad" ("Ti attiro come nessun altro / Non serve Usher / per rammentarmi che hai preso una bella sbandata") a Pied Piper da Love Yourself: Her (2017), in cui i BTS parlavano del fascino esercitato sui loro fan; anche Butter, sia nel testo che nel video, contiene un paio di accenni al loro fandom, gli ARMY, quando RM rappa "Got ARMY right behind us when we say so" ("Abbiamo gli ARMY proprio alle spalle quando lo diciamo noi").
L'uscita di Butter è stata preceduta da un video teaser da 23 secondi il cui beat è stato identificato come sonoramente simile a quello di Another One Bites the Dust dei Queen, suggerendo che potesse trattarsi di un omaggio al gruppo, ma i BTS hanno smentito la speculazione.

## Esibizioni dal vivo

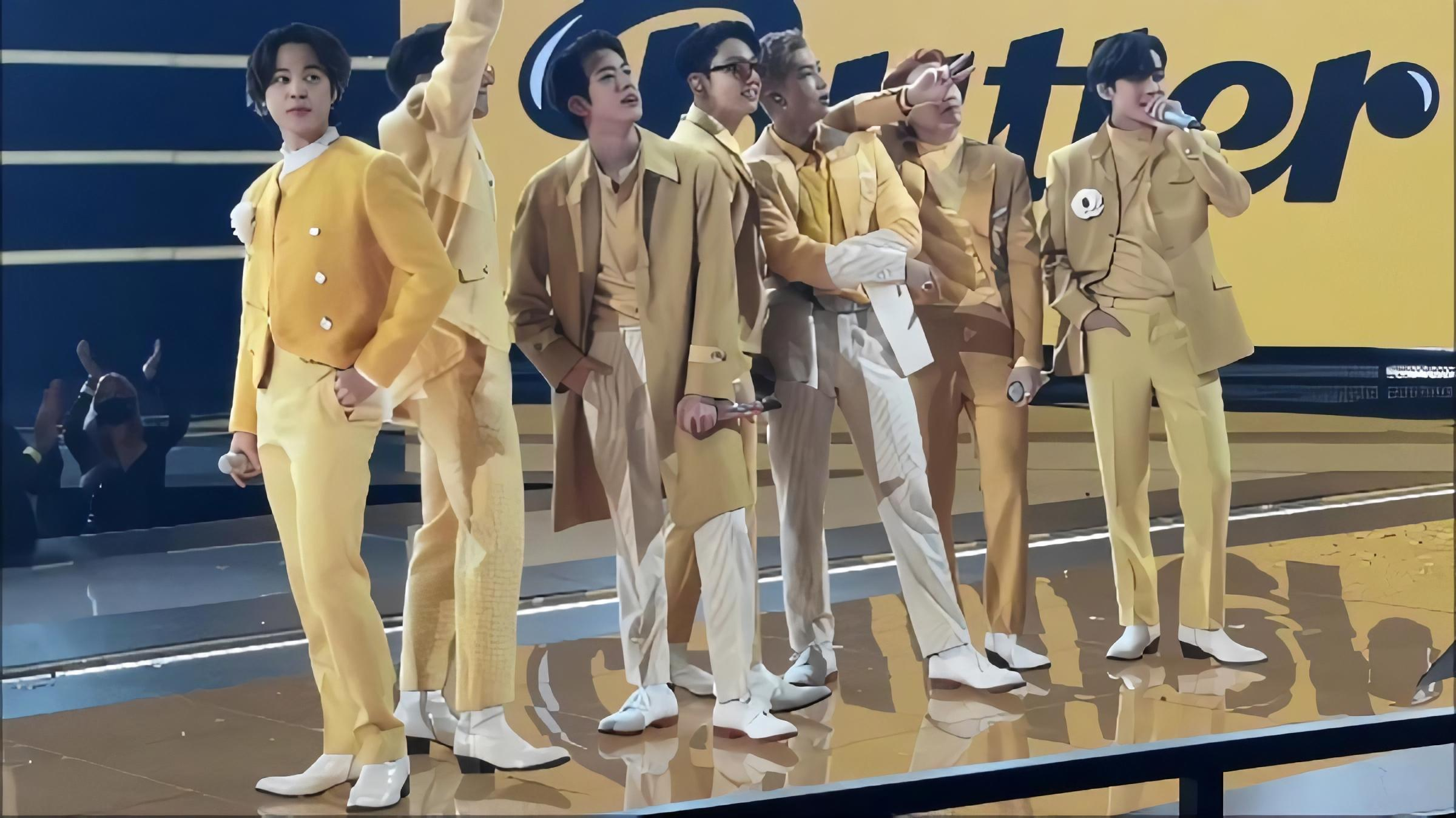
I BTS al termine dell'esibizione agli American Music Awards.

La prima performance dal vivo di Butter è avvenuta il 23 maggio 2021 ai Billboard Music Awards. I BTS si sono esibiti al culmine della serata da Seul, iniziando in un camerino dietro le quinte, proseguendo su un palcoscenico e una ricostruzione del tappeto rosso della cerimonia, e concludendo davanti a un muro di luci. Jason Lipshutz di Billboard ha complimentato i passi di danza "finemente curati, con una routine specialmente esplosiva durante il bridge strumentale". Ulteriori esibizioni sono state trasmesse durante il Late Show with Stephen Colbert il 25 maggio e al Good Morning America Summer Concert il 28 maggio. In Giappone è stata eseguita il 18 giugno al programma Music Blood di NTV e il 21 giugno a CDTV Live! Live! di TBS. Il 21 novembre 2021, ha chiuso la cerimonia degli American Music Awards.
Butter è stata la quarta esibizione dei Grammy Awards 2022, svoltisi il 3 aprile alla MGM Grand Garden Arena di Las Vegas. Aperta da Jung Kook, che si è calato sul palco dal soffitto con un cavo mentre gli altri membri sedevano tra il pubblico, ha visto il gruppo interpretare una scena da film di spionaggio in stile James Bond, destreggiandosi con mosse acrobatiche tra i raggi laser che percorrevano il palcoscenico, allestito da museo, prima di lanciarsi in un dance break che ha coinvolto le giacche dei loro smoking. Jin, che si è esibito prevalentemente seduto a causa di una ferita alla mano riportata il mese precedente, ha interpretato l'operatore della sala controllo delle spie. La performance è stata accolta da una standing ovation, e Billboard l'ha scelta come migliore dell'evento, mentre Rob Sheffield di Rolling Stone come "uno degli innegabili trionfi della serata". Per Justin Kirkland di Esquire "È stata divertente. È stata perfettamente sincronizzata. Sono stati i BTS, al loro meglio". Il 2 aprile 2022, Rolling Stone l'ha inserita in posizione 13 nella lista delle 25 performance dei Grammy più belle fino a quel momento; in una classifica aggiornata il 6 febbraio 2023 è apparsa invece 14ª su 30.

## Video musicali
Il video musicale di Butter è stato trasmesso su YouTube in concomitanza con la pubblicazione del singolo il 21 maggio 2021; l'anteprima ha raccolto oltre 3,9 milioni di spettatori, stabilendo il nuovo record per il maggior numero di contatti simultanei per una première sulla piattaforma. La clip, con un'estetica rétro ispirata agli anni Ottanta, comincia in bianco e nero, e in una scena i BTS sono in piedi uno accanto all'altro a scattare delle foto segnaletiche, riprendendo il primo verso, "Smooth like butter / Like a criminal undercover" ("Liscio come il burro / Come un criminale sotto copertura"). In seguito diventa a colori mentre gli artisti cantano, rappano e ballano insieme sul palco e in una palestra, o da soli in ascensore. I passi freestyle delle sequenze soliste sono stati ideati e improvvisati dal gruppo direttamente sul set. La coreografia, secondo J-Hope, "riflette l'atmosfera vivace e civettuola della canzone". Glenn Rowley di Consequence ne ha parlato come di "una spettacolare impresa visiva con una scena immediatamente iconica dopo l'altra". Il video ha superato 108,2 milioni di visualizzazioni nelle prime ventiquattr'ore, segnando il miglior debutto di sempre su YouTube fino a quel momento. Il 28 novembre 2024 è diventato il settimo video musicale dei BTS a raggiungere un miliardo di visualizzazioni.
I remix Hotter e Cooler sono stati accompagnati dai rispettivi videoclip. In quello del primo i BTS, vestiti in completi eleganti, si alternano davanti alla telecamera per fare delle smorfie, divertendosi e ridendo tra loro, mentre in quello del secondo sono in una palestra, con indosso delle tute da ginnastica.

## Accoglienza
| Recensione          | Giudizio |
| ------------------- | -------- |
| IZM                 |          |
| NME                 |          |
| Rolling Stone Korea |          |

Rhian Daly di NME ha recensito positivamente Butter, definendola "un brano dance pop pulito e frizzante che è innegabilmente cool senza sacrificare l'immediatezza o gli hook memorabili", così come Dave Holmes per Esquire, che l'ha ritenuta "irresistibile". Riddhi Chakraborty e Divyansha Dongre di Rolling Stone India l'hanno lodata come "una celebrazione allegra, fresca e tuttavia nostalgica dell'estate". Per Mary Siroky, che l'ha scelta come canzone sia dell'estate che della settimana per Consequence, è "sonoramente, una brillante perfezione pop", e ne ha messo in luce il ritornello, l'esecuzione vocale e i versi rap. Tom Breihan di Stereogum ne ha parlato come di "una vera e propria avanzata retro-disco, una canzone costruita per i party" che "prende di mira i recettori del piacere con precisione matematica", con un breakdown di sintetizzatori che ricorda Random Access Memories dei Daft Punk. Su Elle, Lauren Puckett l'ha definita "una traccia allegra e vivace che tiene le sue stelle nei registri alti ma risuona con un ritmo di basso costante". Nella sua recensione per Rolling Stone Korea, Kim Young-dae ha sottolineato gli "interessanti contrasti" nella composizione – come iniziare il pezzo con il beat al posto della melodia – che danno a Butter "un sapore complesso e delicato", e ha elogiato le performance di Jung Kook e Jimin.
Billboard l'ha inserita tra le cinquanta canzoni migliori del 2021 pubblicate fino all'8 giugno, così come Esquire in un'analoga top 20. È poi apparsa tra le canzoni migliori dell'anno di Consequence (#1), Billboard (#6), NME (#10), The Guardian (#11), Rolling Stone (#16) e Uproxx.
Il 18 marzo 2022, Rolling Stone l'ha inserita in posizione 34 nella lista delle 100 canzoni migliori del gruppo, definendola "un tormentone estivo liscio come il suo omonimo dolce-salato" che "si è dimostrato la perfetta colonna sonora per un mondo che volgeva un occhio speranzoso a una nuova stagione mentre le misure della pandemia venivano allentate". La testata ha inoltre eletto il remix con Meghan Thee Stallion 15ª miglior canzone estiva di tutti i tempi.

## Tracce
Download digitale e streaming
Testi e musiche di Jenna Andrews, Rob Grimaldi, Stephen Kirk, RM, Alex Bilowtiz, Sebastian Garcia, Ron Perry.
1. Butter – 2:44
2. Butter (Hotter Remix) – 2:46
3. Butter (Sweeter Remix) – 2:41
4. Butter (Cooler Remix) – 2:41
5. Butter (Instrumental) – 2:42

7"
1. Butter – 2:44 (Jenna Andrews, Rob Grimaldi, Stephen Kirk, RM, Alex Bilowtiz, Sebastian Garcia, Ron Perry)

Musicassetta
Lato A
1. Butter – 2:44 (Jenna Andrews, Rob Grimaldi, Stephen Kirk, RM, Alex Bilowtiz, Sebastian Garcia, Ron Perry)

Lato B
1. Butter – 2:44 (Jenna Andrews, Rob Grimaldi, Stephen Kirk, RM, Alex Bilowtiz, Sebastian Garcia, Ron Perry)

CD
1. Butter – 2:44 (Jenna Andrews, Rob Grimaldi, Stephen Kirk, RM, Alex Bilowtiz, Sebastian Garcia, Ron Perry)
2. Permission to Dance – 3:07 (Ed Sheeran, Steve Mac, Johnny McDaid, Jenna Andrews)
3. Butter (Instrumental) – 2:42
4. Permission to Dance (Instrumental) – 3:07

Download digitale e streaming – Megan Thee Stallion Remix
1. Butter (Megan Thee Stallion Remix) – 2:44 (Jenna Andrews, Rob Grimaldi, Stephen Kirk, RM, Alex Bilowtiz, Sebastian Garcia, Ron Perry, Megan Pete)

Download digitale e streaming – Holiday Remix
1. Butter (Holiday Remix) – 2:41 (Jenna Andrews, Rob Grimaldi, Stephen Kirk, RM, Alex Bilowtiz, Sebastian Garcia, Ron Perry)

## Formazione
Crediti tratti da Genie.
Gruppo
- Jin – voce
- Suga – rap, gang vocal
- J-Hope – rap, gang vocal
- RM – rap, scrittura, gang vocal
- Jimin – voce
- V – voce
- Jung Kook – voce

Produzione
- Jenna Andrews – scrittura, controcanto, produzione vocale
- Alex Bilowtiz – scrittura
- Sebastian Garcia – scrittura
- Șerban Ghenea – missaggio
- Chris Gehringer – mastering
- John Hanes – assistenza al missaggio
- Rob Grimaldi – produzione, scrittura
- Stephen Kirk – produzione, scrittura, produzione vocale
- Keith Parry – registrazione
- Pdogg – arrangiamento voci, registrazione
- Juan "Saucy" Peña – registrazione
- Ron Perry – produzione, scrittura

Hotter Remix
- Pdogg – tastiera, sintetizzatore
- Yang Ga – missaggio

Sweeter Remix
- Ghstloop – tastiera, sintetizzatore
- Jung Woo-young – missaggio

Cooler Remix
- Hiss Noise – tastiera, sintetizzatore
- Young – chitarra, basso, registrazione
- Park Jin-se – missaggio

## Successo commerciale
Appena uscita, Butter ha raggiunto la prima posizione nelle classifiche di iTunes di 101 Paesi in meno di ventiquattro ore. Su Spotify ha segnato il miglior debutto fino a quel momento sulla classifica globale con 11 042 335 stream, un nuovo record personale per il gruppo, che il 21 agosto 2020 aveva raccolto 7 778 000 riproduzioni per Dynamite; ha inoltre ottenuto il maggior numero di ascolti non filtrati giornalieri per una canzone, oltre 20,9 milioni. È stato il quarto singolo di maggior successo al mondo nel 2021 secondo la International Federation of the Phonographic Industry.
In Corea del Sud è stata pubblicata a una giornata e mezza dalla chiusura della settimana di monitoraggio dei dati musicali, entrando in quarta posizione nella classifica 16-22 maggio. È salita in vetta la settimana successiva, rimanendovi per cinque consecutive. Il CD ha venduto 2 159 380 copie nel periodo 4-10 luglio, apparendo in cima alla successiva classifica mensile con 2 490 969 totali, e il 9 settembre è stato certificato due volte Million dalla KMCA. È stato l'album più venduto dell'anno totalizzando 2 999 407 copie.
Negli Stati Uniti Butter ha debuttato al vertice della Billboard Hot 100, divenendo la quarta numero uno del gruppo che ha così battuto Mariah Carey nell'ottenere i primi quattro singoli al primo posto nel minor tempo possibile, in nove mesi. Nel corso della settimana d'esordio ha totalizzato 32,2 milioni di stream, 242 800 download digitali e infine 18,1 milioni di ascolti nelle radio del paese. Ha trascorso una seconda settimana al primo posto, subendo decrementi nelle riproduzioni in streaming e nelle vendite digitali, rispettivamente del 41 e del 42%, e un incremento nell'audience radiofonica del 24%. Anche nella sua terza settimana di permanenza ha stazionato al vertice della Hot 100, migliorando gli ascolti in radio del 10%, per poi divenire la numero uno più longeva del gruppo con la sua quarta settimana di permanenza alla vetta della classifica, sorpassando Dynamite. Ha mantenuto la posizione per sette settimane consecutive, prima di essere sostituita da Permission to Dance, per poi riconquistare la vetta per altre due settimane, totalizzandone nove e battendo Drivers License di Olivia Rodrigo come singolo più duraturo al numero uno della Hot 100 durante il 2021. A settembre, grazie alla commercializzazione del remix in collaborazione con Megan Thee Stallion, è riuscito a ritornare primo per una decima settimana, divenendo la quarantesima canzone nella storia della classifica ad aver speso almeno dieci settimane al numero uno. È stata la canzone più scaricata dell'anno con 1,89 milioni di download.
In Giappone ha venduto 27 722 download digitali nel corso della prima giornata di disponibilità. È stata la traccia più venduta della settimana 17-23 maggio con 52 821 copie in tre giorni, raccogliendo inoltre la cifra record di 16,6 milioni di riproduzioni in streaming. Il CD ha totalizzato 195 000 copie durante la settimana 12-19 luglio 2021, ed è stato certificato platino ad agosto per 250 000 copie vendute.
Nel Regno Unito, Butter è stata la seconda canzone del gruppo in top 5, debuttando terza con 10 000 download. In Irlanda è apparsa in settima posizione, diventando il loro secondo ingresso in top 10.

## Classifiche

### Classifiche settimanali
| Classifica (2021-23)     | Posizione massima |
| ------------------------ | ----------------- |
| Argentina                | 7                 |
| Australia                | 6                 |
| Austria                  | 7                 |
| Belgio (Fiandre)         | 41                |
| Belgio (Vallonia)        | 36                |
| Bulgaria                 | 8                 |
| Canada                   | 2                 |
| Colombia                 | 1                 |
| Corea del Sud (CD)       | 1                 |
| Corea del Sud (digitale) | 1                 |
| Costa Rica               | 1                 |
| Croazia                  | 7                 |
| Danimarca                | 22                |
| El Salvador              | 2                 |
| Finlandia                | 6                 |
| Francia                  | 7                 |
| Germania                 | 6                 |
| Giappone                 | 1                 |
| Grecia (CD)              | 3                 |
| Grecia (digitale)        | 6                 |
| India                    | 1                 |
| Irlanda                  | 7                 |
| Italia                   | 27                |
| Lituania                 | 20                |
| Malaysia                 | 1                 |
| Messico                  | 2                 |
| Norvegia                 | 28                |
| Nuova Zelanda            | 6                 |
| Paesi Bassi              | 35                |
| Panama                   | 1                 |
| Paraguay                 | 58                |
| Perù                     | 1                 |
| Polonia                  | 1                 |
| Portogallo               | 4                 |
| Regno Unito              | 3                 |
| Repubblica Ceca          | 5                 |
| Repubblica Dominicana    | 41                |
| Romania                  | 69                |
| Russia                   | 84                |
| Singapore                | 1                 |
| Slovacchia               | 4                 |
| Spagna                   | 23                |
| Stati Uniti              | 1                 |
| Sudafrica                | 54                |
| Svezia                   | 33                |
| Svizzera                 | 7                 |
| Ungheria                 | 8                 |
| Vietnam                  | 1                 |

### Classifiche di fine anno
| Classifica (2021)        | Posizione |
| ------------------------ | --------- |
| Brasile                  | 150       |
| Canada                   | 32        |
| Corea del Sud (CD)       | 1         |
| Corea del Sud (digitale) | 7         |
| Giappone                 | 1         |
| India                    | 1         |
| Portogallo               | 128       |
| Stati Uniti              | 11        |
| Classifica (2022)        | Posizione |
| Corea del Sud (CD)       | 87        |
| Corea del Sud (digitale) | 45        |
| Giappone                 | 5         |
| Vietnam                  | 11        |
| Classifica (2023)        | Posizione |
| Corea del Sud            | 79        |
| Classifica (2024)        | Posizione |
| Corea del Sud            | 198       |

## Riconoscimenti
- American Music Award[178]
  - 2021 – Canzone pop preferita
- Asia Artist Award
  - 2021 – Canzone dell'anno[179]
- Billboard Music Awards[180][181]
  - 2022 – Miglior canzone più venduta
  - 2022 – Candidatura Top Global 200 (Excl. U.S.) Song
- BreakTudo Awards[182]
  - 2021 – Miglior hit internazionale
- E! People's Choice Awards[183]
  - 2021 – Canzone dell'anno
  - 2021 – Video musicale dell'anno
- Circle Chart Music Award[184][185]
  - 2022 – Artista dell'anno per la musica digitale (maggio)
  - 2022 – Artista dell'anno per la musica fisica (luglio)
  - 2022 – Album retail dell'anno
  - 2023 – Candidatura Artista dell'anno per la musica digitale (dicembre) per Butter (Holiday Remix)
- Golden Disc Award
  - 2022 – Bonsang - sezione canzoni[186][187]
- Grammy Award[188]
  - 2022 – Candidatura Miglior performance pop di un duo o un gruppo
- iHeartRadio Music Awards[189]
  - 2022 – Miglior video musicale
- Japan Gold Disc Award[190]
  - 2022 – Canzone dell'anno per download (Asia)
  - 2022 – Canzone dell'anno per lo streaming (Asia)
  - 2022 – Cinque migliori canzoni per il download (Asia)
  - 2022 – Cinque migliori canzoni per lo streaming (Asia)
- JASRAC Award[191]
  - 2023 – Premio alle opere straniere
- Kids' Choice Awards México[192]
  - 2021 – Hit mondiale
- KOMCA Award[193]
  - 2022 – Canzone dell'anno
- Korean Music Award[194]
  - 2022 – Candidatura Canzone dell'anno
  - 2022 – Candidatura Miglior canzone K-pop
- Melon Music Award[195]
  - 2021 – Canzone dell'anno
- Melon Popularity Award[196]
  - 31 maggio 2021
  - 7 giugno 2021
  - 14 giugno 2021
  - 21 giugno 2021
  - 28 giugno 2021
- Meus Prêmios Nick[197]
  - 2021 – Hit internazionale preferita
  - 2021 – Video dell'anno
- Mnet Asian Music Award[198]
  - 2021 – Canzone dell'anno
  - 2021 – Miglior esibizione di ballo (gruppi maschili)
  - 2021 – Miglior video musicale
- MTV Video Music Awards[199][200][201]
  - 2021 – Canzone dell'estate
  - 2021 – Miglior video K-pop
  - 2021 – Candidatura Miglior coreografia
  - 2021 – Candidatura Miglior editing
  - 2021 – Candidatura Miglior video pop
- MTV Video Music Awards Japan[202]
  - 2021 – Miglior video di un gruppo (internazionale)
- Music Awards Japan
  - 2025 – Candidatura Miglior canzone K-pop in Giappone[203]
- Variety Hitmakers[204]
  - 2021 – Registrazione dell'anno

### Premi dei programmi musicali
- Inkigayo
  - 30 maggio 2021[205]
  - 6 giugno 2021[206]
  - 13 giugno 2021[207]
- Music Bank
  - 4 giugno 2021[208]
  - 16 luglio 2021[209]
- Show Champion
  - 2 giugno 2021[210]
  - 16 giugno 2021[211]
  - 23 giugno 2021[212]
- Show! Eum-ak jungsim
  - 29 maggio 2021[213]
  - 5 giugno 2021[214]
  - 12 giugno 2021[215]
  - 19 giugno 2021[216]
  - 26 giugno 2021[217]

### Guinness dei primati
| Anno | Primato                                                                      | Fonti   |
| ---- | ---------------------------------------------------------------------------- | ------- |
| 2021 | Maggior numero di spettatori per la première di un video su YouTube          | [ 218 ] |
| 2021 | Maggior numero di spettatori per la première di un video musicale su YouTube | [ 218 ] |
| 2021 | Video musicale più visto su YouTube in 24 ore                                | [ 218 ] |
| 2021 | Video musicale di un gruppo K-pop più visto su YouTube in 24 ore             | [ 218 ] |
| 2021 | Traccia più riprodotta su Spotify nelle prime 24 ore                         | [ 218 ] |